# Iniistius geisha
Iniistius geisha är en fiskart som först beskrevs av Chuichi Araga och Yoshino, 1986.  Iniistius geisha ingår i släktet Iniistius och familjen läppfiskar. IUCN kategoriserar arten globalt som otillräckligt studerad. Inga underarter finns listade i Catalogue of Life.